# Cipriano Vagaggini
Cipriano Vagaggini, häufig Cyprian Vagaggini, (* 3. Oktober 1909 in Piancastagnaio; † 18. Januar 1999 in Camaldoli) war ein italienischer Benediktiner und Liturgiewissenschaftler.
Von 1920 bis 1927 besuchte er die Schule der Abtei Zevenkerken in Brügge in Belgien, wo sein Onkel Giovanni Mönch war. 1927  trat er dort ins Noviziat ein, legte am 5. Oktober 1928 seine Profess ab und wurde am 30. Juni 1934 zum Priester geweiht. Er setzte seine theologische und philosophische Ausbildung am Pontificio Ateneo Sant’Anselmo in Rom fort, dessen Dekan er später wurde. 1931 promovierte er in Philosophie und 1938 in Theologie an der KU Leuven. 1940 promovierte er am römischen Pontificio Istituto Orientale in Ostkirchenkunde. Von 1938 bis 1942 war er Vizerektor des Pontificio Collegio Greco di Sant’Atanasio in Rom. Er war Professor für Liturgie am Regina-Mundi-Institut und einer der Gründer der Theologischen Fakultät Norditaliens.
Vagaggini nahm als Berater am Zweiten Vatikanischen Konzil teil, war Mitglied des Consilium zur Ausführung der Liturgiekonstitution, und sein Beitrag zur Ausarbeitung der Konstitution über über die Liturgie (Sacrosanctum Concilium) war von grundlegender Bedeutung. Nach dem Rat setzte er sein Engagement für die Anwendung der liturgischen Reformen und für die dogmatische Theologie fort. 1977 trat er den Kamaldulensern bei und zog sich 1978 in die Eremo di Camaldoli zurück.

## Schriften (Auswahl)
- Maria nelle opere di Origene. Rom 1942, OCLC 989484741.
- Il senso teologico della liturgia. Saggio di liturgia theologica generale. Ed. Paoline, Rom 1957.
  - deutsch: Theologie der Liturgie. Benziger, Einsiedeln 1959.
- Patriarchi orientali cattolici e dispense matrimoniali. Storia del loro potere di consanguineità e di affinità. Rom 1959, OCLC 3370183.
- Bibbia e spiritualià. Rom 1967, OCLC 803724861.